# Ap bank fes '09
『ap bank fes '09』（エーピー・バンク・フェス ぜろきゅう）は、Bank Band with Great Artistsの映像作品である。2010年4月21日にトイズファクトリーよりDVDで発売された。

## 概要
2009年7月18 - 20日に静岡県つま恋にて開催されたap bank主催の野外音楽フェスティバル『ap bank fes '09』のライブ映像やドキュメンタリー映像を収録している。なお、この収益はap bankの活動費に充てられる。また、18日に出演したポルノグラフィティと20日に出演したいきものがかりの映像は収録されていない。

## 収録曲

### Disc 1
1. OPENING
2. 糸 / Bank Band
3. 明日のために靴を磨こう / Bank Band
4. Documentary 1
5. 手を出すな! / GAKU-MC
6. 台風警報 / 中村中
7. 白いカイト / My Little Lover
8. CHANGE / 福原美穂
9. Documentary 2
10. ネコに風船 / 大塚愛
11. 破れたハートを売り物に / 甲斐よしひろ
12. ミュージック / トータス松本
13. 明星 / トータス松本
14. ステップ! / Bank Band with トータス松本
15. Documentary 3

- Extra track

1. eco-reso talk 1

### Disc 2
1. Documentary 4
2. ENDLESS STORY / 伊藤由奈
3. イッサイガッサイ / KREVA
4. HALFWAY / Salyu
5. 煙突のある街 / Bank Band
6. Documentary 5
7. スローバラード / Bank Band
8. Progress / スガシカオ
9. 未来は何処? / 今井美樹
10. 君がいるだけで / 石井竜也
11. 遠い出来事 / 石井竜也
12. Documentary 6
13. 奏逢 〜Bank Bandのテーマ〜 / Bank Band
14. 慕情 / Bank Band
15. Documentary 7

- Extra track

1. eco-reso talk 2

### Disc 3
1. Documentary 8
2. 愛 NEED / キマグレン
3. やさしさで溢れるように / JUJU
4. 鱗（うろこ） / 秦基博
5. うんと幸せ / 一青窈
6. 愛のうた / 倖田來未
7. Documentary 9
8. アリよさらば / 矢沢永吉
9. SOMEBODY'S NIGHT / 矢沢永吉
10. いつの日か / 矢沢永吉
11. Simple / Mr.Children
12. エソラ / Mr.Children
13. 彩り / Mr.Children
14. タダダキアッテ / Mr.Children
15. overture 〜 蘇生 / Mr.Children
16. 終わりなき旅 / Mr.Children
17. Documentary 10
18. to U / Bank Band with Great Artists & Mr.Children
19. END ROLL

- Extra track

1. eco-reso talk 3